# کوه‌های راکی
کوه‌های راکی (به انگلیسی: The Rocky Mountains) رشته کوهی است در قاره آمریکای شمالی. این رشته کوه به عنوان یک طیف عمده و وسیع در شمال غرب آمریکا قرار دارد با کشش و گستردگی بیش از ۳ هزار مایل (۴۸۰۰ کیلومتر) که از بخش شمالی بریتیش کلمبیا در غرب کانادا آغاز و به نیومکزیکو در جنوب غربی ایالات متحده گستردگی دارد.
رشته کوه راکی در ۵۵ تا ۸۰ میلیون سال پیش در دورهٔ کوه‌زایی لارامید شکل گرفت که در آن تعدادی از صفحات شروع به حرکت در زیر صفحهٔ آمریکای شمالی با یک زاویهٔ فرورانش کم‌عمق نموده و باعث شکل‌گیری این رشته کوه شدند که نتیجهٔ آن ایجاد یک کمربند گسترده از سمت شمال غرب آمریکا شد.
با گذشت سال‌ها و دوره‌های متعدد از جمله فعالیت‌های زمین‌ساختی و بیشتر فرسایش توسط یخچال‌های طبیعی، دره‌ها و قله‌های مختلفی از لحاظ عمق و ارتفاع در این رشته کوه پدید آمد. در پایان آخرین عصر یخبندان، انسان‌ها شروع به سکونت در دامنه‌های این رشته کوه نمودند. پس از آنکه اروپای‌هایی از جمله سر الکساندر مکنزی و آمریکایی‌هایی از جمله لوئیس و کلارک پژوهش‌هایی را در این محدوده انجام دادند، از دیدگاه مواد کانی و معدنی و همچنین پوشش گیاهی و جانوری، این رشته کوه از اهمیت و توجه بیشتری برخوردار گردید.

## نگارخانه

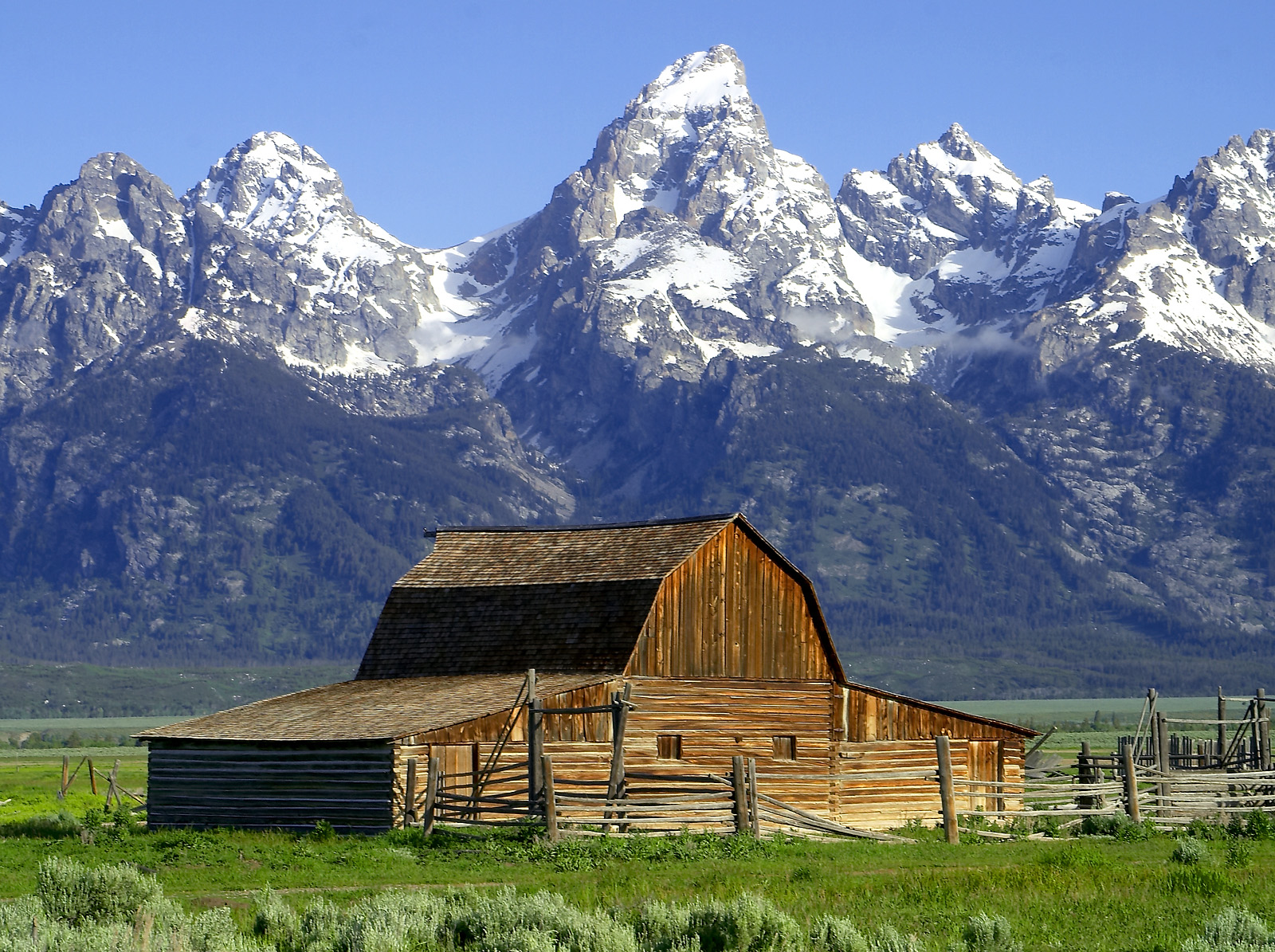
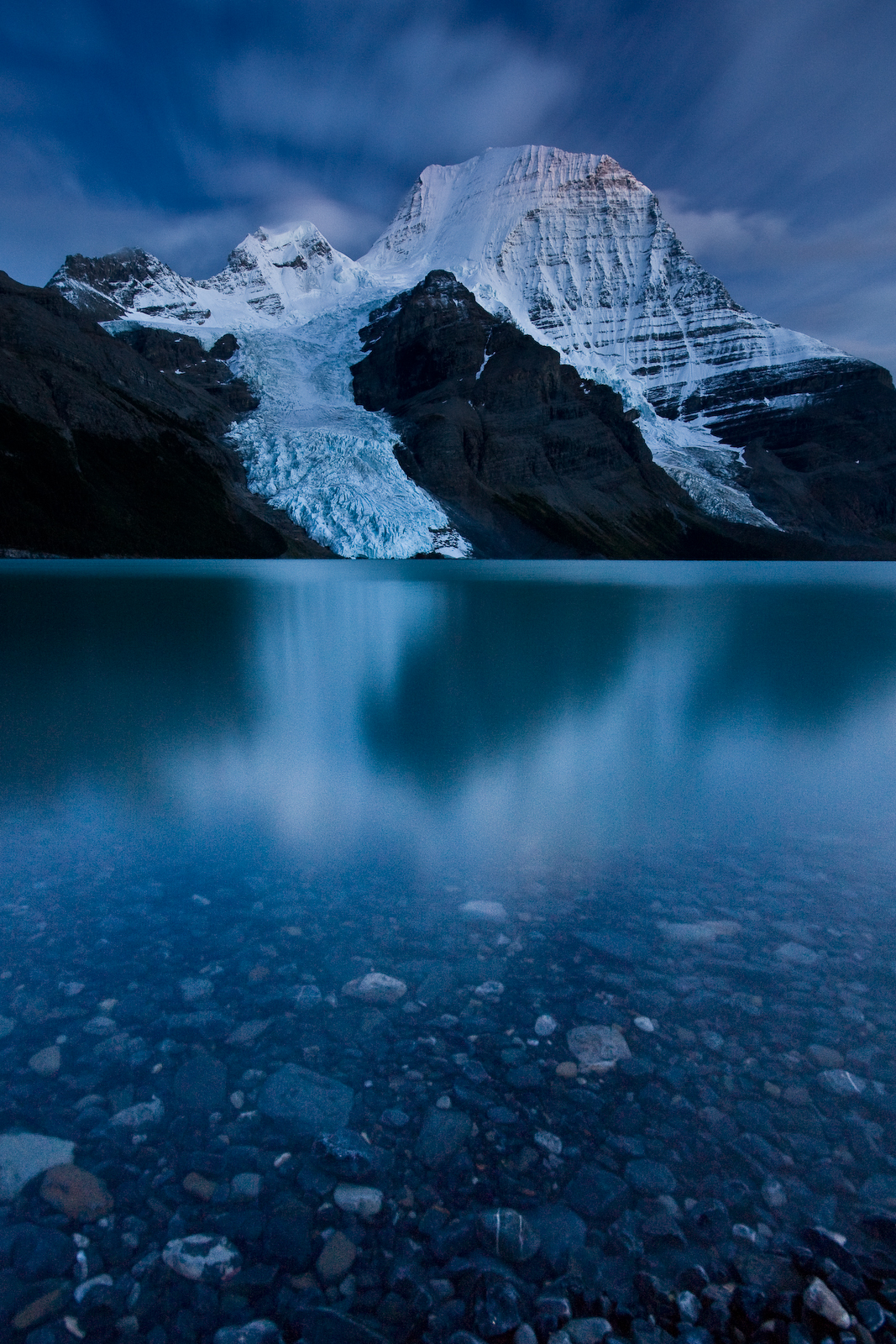
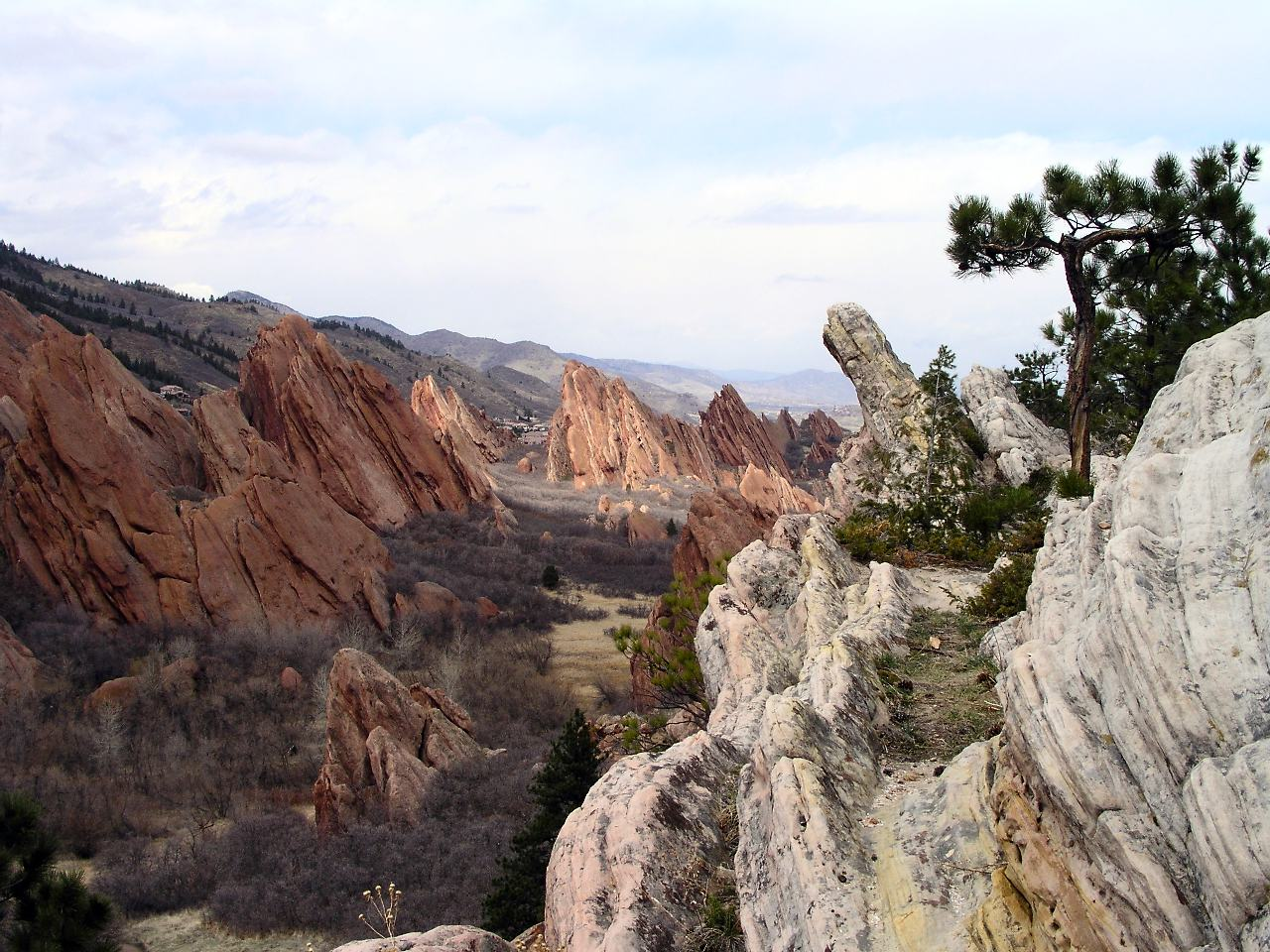
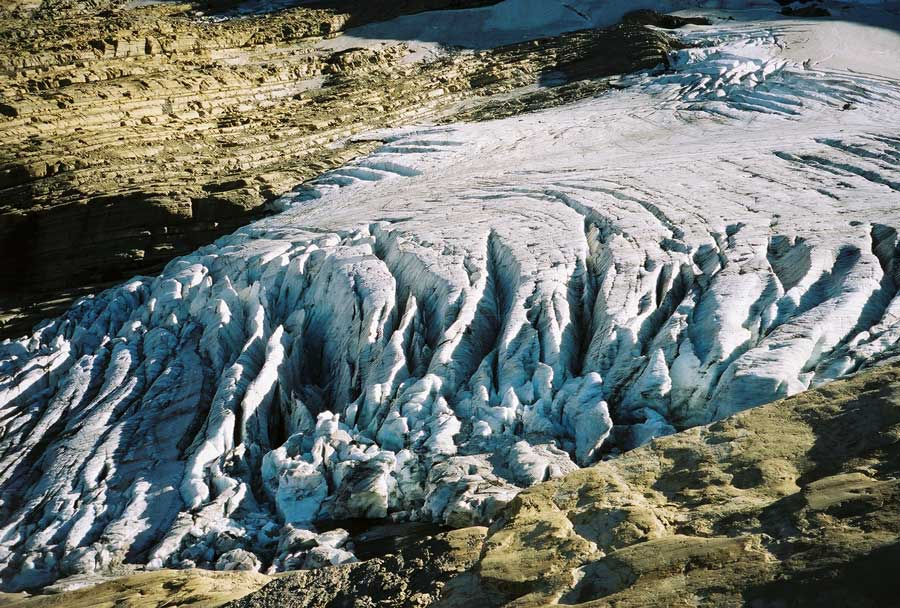
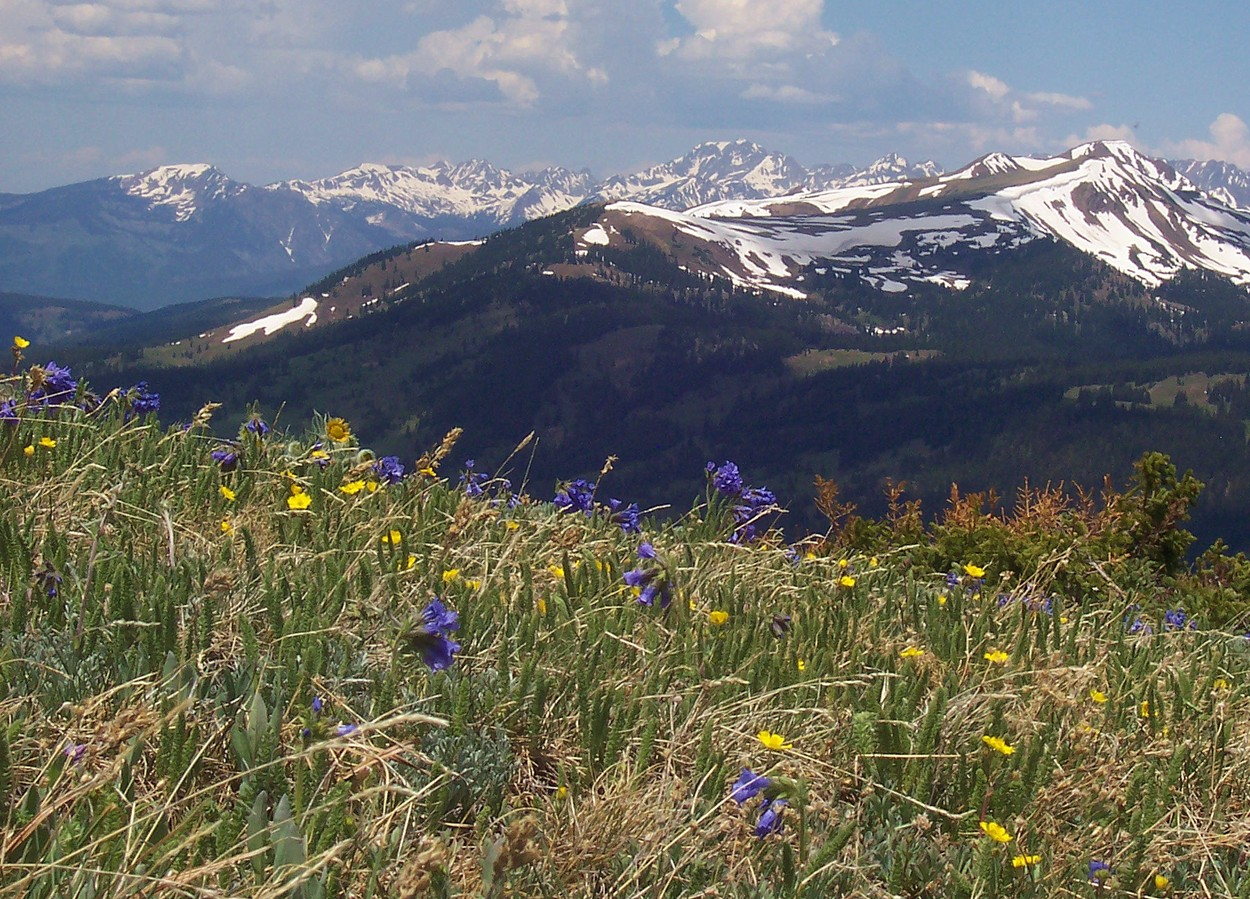